# Бугуруслан
Бугурусла́н — город в Оренбургской области России, административный центр городского округа город Бугуруслан и Бугурусланского района, в состав которого не входит. «Город трудовой славы».
Население 43 593 чел. (2021).

## Этимология
Город был поименован по реке Бугуруслан. В свою очередь, гидроним связывают с тюркским личным мужским именем Бугаарслан (отмечено у татар).
Известный оренбургский краевед С. А. Попов при объяснении названия исходил из того, что основа «буг» часто встречается в именах рек и озёр — Бугульма, Елабуга, Карбуга, Бикбуга и многих других. В толковом словаре В. И. Даля с пометкой «оренбургское» слово «буга» объясняется как урема — уремная пойма, поросшая ивняком, осокой и кустами, потопляемая на всю ширину яроводьем. Значит, «буг» не просто река, а река с широкой, затопляемой вешними водами лесистой поймой. Слово «Арслан» или «Руслан» в переводе с тюркского означает лев, барс, или в переносном значении употребляется и как могучий, гигантский, храбрый. Таким образом, делает вывод С. А. Попов, название реки Бугуруслан можно переводить как «могучая река», «сильная река». Действительно, в давние годы река была и могучей, и сильной. Подтверждение тому есть в сочинениях Сергея Тимофеевича Аксакова, который писал, что дед его купил землю «по речке Большой Бугуруслан, быстрой, глубокой, многоводной».

## География
Город расположен на северо-западе Оренбургской области, на южных склонах Бугульминско-Белебеевской возвышенности, на реке Большой Кинели, в 10 км от границы Самарской области, в 354 км северо-западнее областного центра города Оренбурга, в 110 км севернее города Бузулука, в 173 км северо-восточнее города Самары.
Состоит из двух частей: северной старой, и южной новой, созданной уже в советские годы. В Южной части находится железнодорожная станция, 1-й, 2-й, 3-й микрорайон, посёлок Южный (в простонародье «Поле Чудес»), посёлок Мирный и посёлок Энергетиков. В Северной части находится центр, микрорайон «Черёмушки», Татарский край и Слободка. Северную и южную часть разделяет река Большой Кинель.
Высота центральной и южной части города над уровнем моря около 80 м.
По территории южной части города проходит исторический ход Трансиба Куйбышевской железной дороги.

### Часовой пояс
Бугуруслан, как и вся Оренбургская область, находится в часовой зоне МСК+2. Смещение применяемого времени относительно UTC составляет +5:00.

## История
Основан в конце 1748 года как слобода (Бугурусланская слобода) русскими крестьянами и ремесленниками, переселившимися в Заволжье, на вотчинных землях башкир Кипчакской волости Ногайской даруги на правом берегу реки Большой Кинель при впадении в неё реки Турханка.
В 1781 году слобода получила статус уездного города Бугуруслан, став центром Бугурусланского уезда в составе Уфимской области Уфимского наместничества.

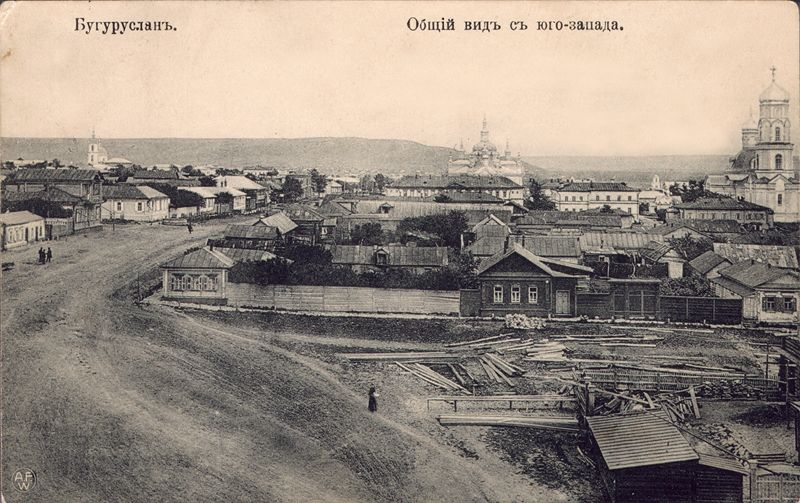
Бугуруслан в начале XX века

С 1796 года в составе Бузулукской округи Оренбургской губернии, утратив статус уездного города.
В 1802 году вновь стал уездным городом в составе Оренбургской губернии.
C 1850 по 1925 годы Бугуруслан входил в состав Самарской губернии. Уезд был тогда просто огромен — на востоке его границы уходили за Абдулино, на севере — за Волго-Бугульминскую дорогу, на западе — за Кротовско-Сергиевскую ветку, на юге — за Пилюгино, Матвеевку, Пономарёвку. Для сравнения можно сказать, что нынешняя площадь района меньше в шесть раз. На территории уезда было 228 рек и речек, 6 озёр.
В 1811 году в городе проживало 1 300, в 1897 году — 12 141, а в 1910 году — 15 000 человек. В Бугуруслане функционировали мыловаренный и воскобойный заводы, проводились ярмарки. В городе располагались Покровский женский монастырь, 2 церкви, духовное, городское 2-классное и 2 приходских училища, женская прогимназия и 2 больницы.
В годы гражданской войны в особняке купца Сурошникова на улице Московской, 39 размещался штаб 24-й дивизии Красной армии и жил её командир Гая Гай. За бои на Восточном фронте против Русской армии, в том числе и за Бугуруслан, он был награждён орденом Красного Знамени. Именем Гая теперь названа одна из центральных улиц города. После гражданской войны Г. Д. Гай командовал 7-й Самарской имени английского пролетариата дивизией. В этой дивизии были Бугурусланский и Бузулукский полки. Гаю понравился командир эскадрона 40-го Бугурусланского полка Георгий Жуков. Отметив его успехи, комдив выдвинул Жукова на должность помощника командира.
14 марта части Русской армии, двигаясь с востока, заняли Уфу. В Бугуруслан был эвакуирован Уфимский губернский комитет РКП (б).
15 апреля Западная русская армия вошла в Бугуруслан. Все собственники были восстановлены в правах владения. 28 апреля развернулась Бугурусланская операция Красной армии. За 10 дней до этого разведке красных удалось перехватить секретные депеши русского штаба, в которых сообщалось о разрыве в 50 вёрст между третьим и шестым корпусами белых. 30 апреля Красная армия захватила Пилюгино и Куроедово. Комиссар 25-й дивизии Дмитрий Фурманов в своём знаменитом романе «Чапаев» одну из глав назвал «В Бугуруслан». Составной частью в эту главу вошёл очерк «Пилюгинский бой».
В этот же день красными была занята железнодорожная станция Бугуруслан. Русские войска сопротивлялись с северного берега Кинеля и с Михайловской и Валентиновской высот. Только 4 мая после тяжёлых боёв русские части оставили город и отступили к Бугульме. «Как и большинство городов,— не только в этих боях, но и вообще за всю гражданскую войну,— Бугуруслан был взят обходным движением,— писал в романе „Чапаев“ Дмитрий Фурманов,— На улицах больших городов бои случались редко. Главный бой, последний и решающий, обычно разгорался непосредственно на городских подступах; и когда он, бой этот, был неудачен для обороняющихся, неудачник обычно уходил, оставляя город без боя в руки победителю. Так было и с Бугурусланом».
Позднее в одной из статей о М. Ф. Фрунзе писал: «Дальнейшие события показали, чего стоил бугурусланский удар. Колчак посыпался по всему фронту, и в дальнейшем борьба с Колчаком уже явилась пожинанием лавров бугурусланской победы».
18 марта 1919 года образован уездный военно-революционный комитет.
В сентябре 1919 года Высший Совет Народного Хозяйства заслушал доклад видного учёного И. М. Губкина и принял решение создать управление по нефтяным работам в Волжском и Уральском районах, которому предписывалось незамедлительно начать разведку. Не удалось тогда найти нефть. Пробурили в разных местах Заволжья тринадцать скважин, и все они оказались «сухими». Только в районе Бугуруслана одна из скважин обнаружила небольшие запасы загустевшей, так называемой «гудронной нефти». Оборудование тех лет было несовершенным, бурили мелко. Как отмечал позднее Губкин, «все эти буровые скважины просто не дошли до нефти».
В 1928—1929 годах город входил в состав Средне-Волжской области (с центром в Самаре), с 1929 по 1934 годы — в состав Средневолжского края (центр также в Самаре).
С 1934 года город находится в составе Оренбургской области (с 1938 по 1957 годы — Чкаловской).
В 1938—1941 годы в городе работало Башкиро-татарское педагогическое училище.
6 августа 1942 года Государственный Комитет Обороны (ГКО) принял постановление о строительстве в Бугуруслане нефтеперегонного завода. Сроки строительства важного оборонного предприятия установили предельно жёсткие — в конце 1943 года завод предстояло ввести в строй. В декабре 1942 года на стройке работали уже более тысячи человек. Но не хватало квалифицированных строителей и монтажников, а также металлических конструкций, труб, цемента, кабеля, других дефицитных материалов. Дополнительные трудности сложились в связи с резко ухудшившейся обстановкой на фронте, с ожесточёнными боями на Кавказе, в районах Сталинграда.
В том же году ГКО принял решение о строительстве газовой магистрали от Бугуруслана до Куйбышева, который стал второй столицей. Сюда были эвакуированы многие центральные госучреждения, прорабатывался вариант эвакуации всего правительства.
22 сентября 1942 года Государственный Комитет Обороны принял постановление «О мероприятиях по всемерному форсированию увеличения добычи нефти в Казахстаннефтекомбинате, Пермьнефтекомбинате и в трестах „Бугурусланнефть“, „Сызраньнефть“, „Ишимбайнефть“, „Туймазанефть“, „Туркменнефть“, „Калининнефть“ и „Ворошиловнефть“». По существу, это была развёрнутая программа создания мощного нефтедобывающего и нефтеперерабатывающего региона в Волго-Уральском регионе «Второе Баку».
В 1942 году действовало уже 270 скважин. В первый же военный год, по сравнению с предыдущим, добыча нефти возросла более чем в четыре раза.
Бугуруслан стал первым в области городом, в котором газификация началась ещё во время войны — сначала на промышленных предприятиях треста, на хлебозаводе, мельнице, других объектах, а затем и в жилых домах.
15 сентября 1943 года первый в стране крупный газопровод вступил в строй, началась регулярная подача газа предприятиям, а затем и в жилые дома Куйбышева. Проложенная в 1942—1943 годах подземная газовая магистраль действовала ещё долго — обеспечивала дешёвым топливом огромный город до конца войны и в послевоенные годы. Позднее Куйбышев, население которого превысило миллион человек, стал получать «голубое топливо» по мощному газопроводу из Оренбурга.
В 1944 году рассматривался вопрос о строительстве газопровода из Бугуруслана в Оренбург длиной 240 км или 340 км — через Бузулук. Но из-за острой нехватки труб от этого проекта отказались.
Летом 1943 года пчеловоды шести колхозов Бугурусланского района договорились сообща купить бомбардировщик. Они внесли на особый счёт госбанка 120 тысяч рублей. В письме в Государственный Комитет Обороны просили вручить боевую машину земляку, военному лётчику Александру Дятлову. На этом самолёте Дятлов провоевал до конца войны. А потом, закончив Ленинградскую военно-инженерную академию, работал старшим преподавателем Бугурусланского летного училища гражданской авиации.
Во время Великой Отечественной войны в Бугуруслане работало Центральное справочное бюро по розыску эвакуированных.
Во время Великой Отечественной войны в Бугуруслане были рабочие колонны немцев-спецпереселенцев.
Многие бугурусланцы служили в сформированной в Оренбуржье 358-й стрелковой дивизии. Они воевали в январе 1942 года на Северо-Западном фронте в районе небольшого городка Осташкова, у истоков Волги, потом в Белоруссии. Потом на Ленинградском фронте, на Карельском перешейке, штурмовали железобетонные укрепления «линии Маннергейма», участвовала во взятии Выборга.
Дивизия была награждена орденом Красного Знамени и получила наименование Ленинградской, а её стрелковые полки — Выборгские. Потом воины 358-й Краснознамённой Ленинградской освобождали города и сёла в северо-восточных районах Польши, в Восточной Пруссии, Особенно памятными были кровопролитные бои за города-крепости Инстербург и Кёнигсберг. Летом 1945 года эшелоны с полками дивизии в обстановке особой секретности отправились на Дальний Восток. После чего стала называться Краснознамённой, ордена Суворова второй степени Ленинградско-Хинганской дивизией.

## Климат
- Среднегодовая температура воздуха — 5,0 °С
- Относительная влажность воздуха — 65,9 %
- Средняя скорость ветра — 4,1 м/с

| Показатель                            | Янв.  | Фев.  | Март | Апр. | Май  | Июнь | Июль | Авг. | Сен. | Окт. | Нояб. | Дек. | Год |
| ------------------------------------- | ----- | ----- | ---- | ---- | ---- | ---- | ---- | ---- | ---- | ---- | ----- | ---- | --- |
| Средняя температура, °C               | −10,7 | −10,6 | −5,5 | 5,5  | 14,8 | 19,9 | 21,6 | 20,4 | 13,6 | 5,3  | −3,9  | −9,8 | 5,0 |
| Источник: NASA. База данных RETScreen |       |       |      |      |      |      |      |      |      |      |       |      |     |

## Герб города

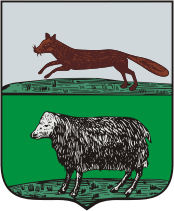
Герб Уфимского наместничества 1782 года

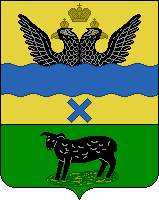
Герб середины XIX века

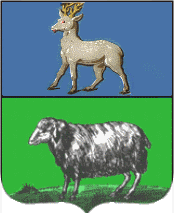
Герб города Самарской губернии

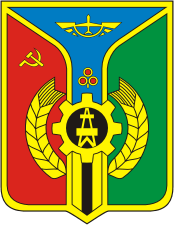
Герб 1982 года

В 1781 году слободу преобразовали в город Бугуруслан, который стал центром крупного уезда, входившего в состав Уфимского наместничества, ему был присвоен герб — бегущая куница и чёрная овца на зелёном поле — всё это должно было символизировать изобилие здешних мест.
Герб Бугуруслана утверждён 8 июня 1782 года в бытность города уездным центром Уфимского наместничества. Описание герба:
В верхней половине щита герб Уфы, внизу «чёрная овца в зелёном поле»
В каталоге А. В. Кудина и А. Л. Цехановича приведён такой герб Бугуруслана: В верхней части щита герб Оренбургской губернии. В нижней зелёной части чёрная овца.
В каталоге герб датирован 8 июня 1782 года.
Очередной герб города утверждён 16 июня 1982 года.
Щит разделён так называемым «вилообразным крестом» (вилообразный крест — традиционная геральдическая фигура; хотя её несколько абсурдное название смущает многих геральдистов). В центре герба в венке из колосьев изображена золотая шестерня, в её середине — нефтяная вышка. В левом поле герба на красном фоне золотые серп и молот. Правое поле зелёное. Вверху на голубом поле золотая эмблема пилотов (такую эмблему, фигуру самолёта, окружённую крыльями, носит на головных уборах лётный состав). Эмблема пилотов означает, что в городе расположено лётное училище гражданской авиации. Нефтяная вышка символизирует нефтегазодобывающую промышленность Бугуруслана. Ещё до Октябрьской революции компания Нобиле открыла здесь залежи нефти. В 1919 году И. М. Губкиным, чьё имя сейчас носит Российский государственный университет нефти и газа (филиал которого есть и в Оренбурге), под Бугурусланом были возобновлены поиски нефти. В 1938 году началась добыча. Красное поле с серпом и молотом на гербе символизировало ожесточённые бои времён гражданской войны.
Современный герб города утверждён решением городского Совета депутатов муниципального образования «город Бугуруслан» от 30.12.2008 года за № 513.
Герб города внесён в Государственный геральдический регистр Российской Федерации за № 4673.
Описание герба: в зелёном поле на серебряной земле чёрная овца с серебряным затылком, мордой и копытами.
Герб воспроизводит символику герба Бугуруслана, утверждённого 8 июня 1782 года.

## Население
| 1856    | 1897    | 1926    | 1931    | 1939    | 1959    | 1967    | 1970    | 1973    | 1976    | 1979    |
| ------- | ------- | ------- | ------- | ------- | ------- | ------- | ------- | ------- | ------- | ------- |
| 5400    | ↗12 100 | ↗17 600 | ↗18 500 | ↗20 900 | ↗42 476 | ↗48 000 | ↗49 451 | ↗51 000 | ↗53 000 | ↗54 360 |
| 1982    | 1986    | 1987    | 1989    | 1992    | 1996    | 1998    | 2000    | 2001    | 2002    | 2003    |
| ↘53 000 | ↘52 000 | ↗53 000 | ↗54 097 | ↘54 000 | ↗54 500 | ↗55 100 | ↗55 400 | ↘55 100 | ↘53 893 | ↘53 800 |
| 2005    | 2006    | 2007    | 2008    | 2009    | 2010    | 2011    | 2012    | 2013    | 2014    | 2015    |
| ↘53 100 | ↘52 900 | ↘52 800 | ↘52 500 | ↘52 146 | ↘49 741 | ↘49 700 | ↘49 630 | ↗49 942 | ↗49 971 | ↘49 870 |
| 2016    | 2017    | 2018    | 2019    | 2020    | 2021    |         |         |         |         |         |
| ↘49 845 | ↘49 585 | ↗49 654 | ↘48 669 | ↘48 546 | ↘43 593 |         |         |         |         |         |

Бугуруслан — пятый по численности населения город в Оренбургской области (после Оренбурга, Орска, Бузулука, Новотроицка)
На 1 января 2025 года по численности населения город находился на 360-м месте из 1124 городов Российской Федерации.

## Образование
- ГБПОУ Бугурусланский медицинский колледж
- ГАПОУ Бугурусланский педагогический колледж
- ГАПОУ Бугурусланский нефтяной колледж
- ГАПОУ Бугурусланский сельскохозяйственный техникум
- ФГБОУ ВО Бугурусланское лётное училище гражданской авиации (колледж)
- ФГБОУ ВО Самарский государственный технический университет (филиал)

## Экономика
Бугуруслан — один из центров нефтегазовой промышленности Волго-Уральской нефтегазоносной области (нефть обнаружена в 1936 году). 25 июля 1937 года из скважины № 1 на восточной окраине города Бугуруслана, в слободке за речкой Тарханкой, в конце улицы Пионерской, с глубины 285 м получен фонтан первой промышленной нефти. О нефтяных ключах и озёрах, которые «производят дух весьма противный», писал в «Топографии Оренбургской», увидевшей свет в 1762 году, известный историк Пётр Иванович Рычков. Потом о нефтяных выходах писали побывавшие в этих местах академики Иван Иванович Лепёхин и Петер Симон Паллас. Ранее основу города составляли нефтяники НГДУ «Бугурусланнефть». Именно с добычи бугурусланской нефти началась её добыча в Оренбургской области. Сегодня Бугуруслан крупнейший центр транспортировки нефти, Бугурусланское районное нефтепроводное управление АК «Транснефть» — локомотив экономики города, на предприятии трудятся более 1200 человек. Помимо этого, в Бугуруслане расположена штаб-квартира ООО «Байтекс», крупного нефтедобывающего предприятия совместной русско-венгерской группы компаний MOL. Помимо этого функционируют предприятия сервисного типа: Римера сервис, Уралспецавтопромсервис и т. п. На сегодняшний день НГДУ «Бугурусланнефть» АО «Оренбургнефть» преобразовано в РИТС-2. Работает две частных мебельных фабрики, на Пилюгинском шоссе построен современный молокозавод, выпускающий сыры, йогурты и другую продукцию под брендом «Наша ферма». Также работает частный мясокомбинат ООО «Овен» на котором трудятся более 100 человек, Горпищекомбинат «Бугурусланский» выпускает лимонады и минеральную воду, которые известные далеко за пределами города. Завод «Радиатор» закрыт и объявлен банкротом, на его месте работает современный завод по производству высокотехнологичного нефтяного оборудования НПК «Фильтр».

### Связь

#### Сотовая связь
- Билайн
- МТС
- ТЕЛЕ2
- YOTA
- Мегафон
- Уфанет

## Транспорт

### Автомобильное сообщение
Автомобильное сообщение осуществляется по дорогам Самара — Бугуруслан, Бугульма — Тёплое и 53К-0701000 Бугуруслан — Абдулино.

### Автобусное сообщение
Городской пассажирский транспорт представлен автобусными маршрутами:
- № 2 Завод «Радиатор» — Центральный рынок;
- № 3 ТЦ Панорама — Поликлиника
- № 4 2-й микрорайон — с. Михайловка;
- № 4М 3-й микрорайон — Михайловка;
- № 4К 3-й микрорайон — Центральный рынок;
- № 5 Благодаровка — Слободка;
- № 6 3-й микрорайон — ЦГБ;
- № 6Ю посёлок Южный — ЦГБ
- № 7 СТ Борисовское — СТ Нефтяник
- № 130 РСУ — Железнодорожный вокзал — с. Михайловка.

### Железнодорожное сообщение
Железнодорожное сообщение осуществляется через станцию Бугуруслан электричка Абдулино — Похвистнево и поезда дального следования, построенную в 1888 году. Перевозки осуществляет Куйбышевская железная дорога ОАО Российские железные дороги. Железная дорога до областного центра отсутствует.

### Воздушное сообщение
Аэродром Бугуруслан (Главный). Учебный грунтовый аэродром Бугурусланского лётного училища гражданской авиации (БЛУГА).
До начала 1990-х годов выполнялись рейсы на самолётах Ан-2 и Як-40 в г. Оренбург и некоторые районные центры области.
Ближайший аэропорт Курумоч (Самара) расположен в 183 км западнее города Бугуруслана.

## Культура, наука, спорт

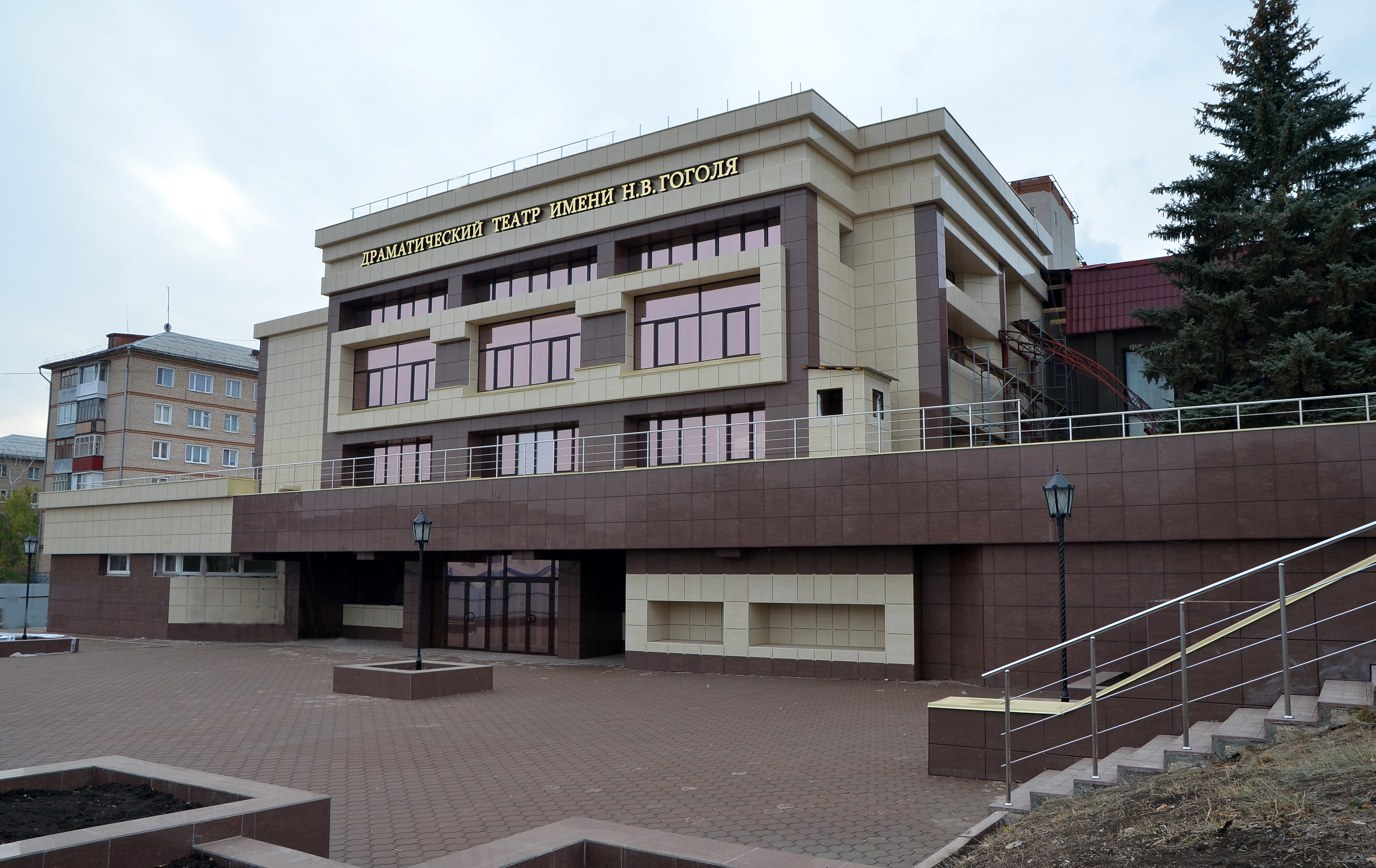
Современное здание театра

В городе имеются Бугурусланский городской театр драмы имени Н. В. Гоголя, основанный в 1898 г., Бугурусланский краеведческий музей, музей-квартира М. В. Фрунзе (бывший дом купца Сурошникова К. М.).
В 30 км севернее Бугуруслана на левом берегу реки Бугурусланки между живописными холмами стоит старинное (ему больше двух столетий) село Аксаково. Здесь прошли детские годы писателя Сергея Тимофеевича Аксакова, здесь расположен его музей-заповедник. Окрестности Бугуруслана часто называют аксаковскими местами.
В селе Сапожкино расположен музей писателя Дмитрия Ивановича Морского-Малышева, уроженца этого села.
В городе действуют спортивная школа олимпийского резерва по вольной борьбе (СШОР им. М. Р. Борова), спортивная школа (СШ «Олимп»), Ледовый дворец (СШ «Ледовый дворец Бугуруслан») (центр детско-юношеского творчества (ЦДЮТ), школа искусств, спортивный клуб «Антей». В городе существует футбольный клуб «Нефтяник»
".

## Здравоохранение
- Городская больница г. Бугуруслана
- Бугурусланский противотуберкулёзный диспансер
- Бугурусланский кожно-венерологический диспансер
- «ООКНД» — Бугурусланский наркологический диспансер

## Средства массовой информации

### Газеты
- «Бугурусланская правда»
- «Бугурусланские ведомости»

### Сетевые издания
«Подслушано Бугуруслан»

### Радио
- 100.8 FM — Европа Плюс
- 101.9 FM — Авторадио
- 102.4 FM — Дорожное радио
- 104.6 FM — Радио ENERGY
- 105.4 FM — Юмор FM
- 105.8 FM — (ПЛАН) Планета FM
- 107.5 FM — Радио России / ГТРК Оренбург

Есть приём радиостанций: Радио Губерния Самара (102,8 МГц), Радио России / ГТРК Самара (на 104,1 МГц), Авторадио (на 106,2 МГц) и Радио Дача (на 106,8 МГц) из Похвистнево.

### Телевидение

#### Цифровое ТВ
Первый мультиплекс (на 43 ТВК) Первый канал, Россия 1, НТВ, Пятый канал, Россия К, Домашний, Россия 24, Карусель, ОТР.
Второй мультиплекс (на 31 ТВК) РЕН ТВ, СПАС, СТС, Домашний, ТВ3, Пятница, Звезда, Мир, ТНТ, Муз ТВ.
Возможен приём:
Первого мультиплекса (41 ТВК)
второго мультиплекса (46 ТВК)
Аналогово вещания:
Самарского областного телеканала Губерния из Похвистнево.

## Достопримечательности
- Храм Святой Троицы
- Здание краеведческого музея
- Здание духовного училища (вторая пол. XIX в.)
- Дом купца-хлеботорговца Шувалова (конец — нач. XX вв.)
- Дом купца Фадеева (конец XIX в.)
- Дом дворянина Н. Н. Рычкова (конец XIX в.)
- Первая нефтяная скважина (в черте города, июнь 1937)
- Памятник Н. В. Гоголю (2015)
- Памятный бюст Сизинцев, Николай Семенович (2022) /создал и подарил городу Церетели, Зураб Константинович/

## В художественной литературе
Бугуруслан упоминается в цикле рассказов Ярослава Гашека «Славные дни Бугульмы»
:

К сожалению, большая часть вражеских войск стянулась к Белебею и Бугуруслану, а меньшая, подгоняемая сзади Петроградской кавалерией, оказалась в пятнадцати вёрстах от Бугульмы.

В это время я получил телеграмму от Революционного Военного Совета Восточного фронта: «… Направьте Петроградскую кавалерию под Бугуруслан к Третьей армии…».

Сам автор был в Бугуруслане 5-6 июля 1918 года.
Бугуруслан упоминается также в романе Вениамина Каверина «Два капитана»:

Я написал в Бугуруслан, в Центральное бюро справок, но это ерунда, потому что нам прислали десять Татариновых и сто Григорьевых, а мы не знаем, на какую фамилию напирать в качестве первой.

Оригинальное толкование этимологии названия города даёт писатель Михаил Казовский в своей поэтической повести «Буковая роща»: он считает, что город назван в честь вождя (князя) древних руслан (русколан) — Буга (Буса), о котором упоминается в «Слове о полку Игореве» («время Бусово»), то есть Бугуруслан — это «Буг-у-руслан».

Название города встречается в романе Виктора Пелевина «Чапаев и Пустота»:
«— А скажите, Анна, какая сейчас ситуация на фронтах? Я имею в виду общее положение.

— Честно говоря, не знаю. Как сейчас стали говорить, не в курсе. Газет здесь нет, а слухи самые разные. Да и потом, знаете, надоело всё это. Берут и отдают какие-то непонятные города с дикими названиями — Бугуруслан, Бугульма и ещё… как его… Белебей. А где это всё, кто берёт, кто отдаёт — не очень ясно и, главное, не особо интересно. Война, конечно, идёт, но говорить о ней стало своего рода mauvai genre».